# 20 000 лье под водой (фильм, 1997)
«20 000 лье под водой» (англ. 20,000 Leagues Under the Sea) — научно-фантастический, приключенческий мини-сериал (2 серии) 1997 года, производства компании Village Roadshow Pictures по мотивам одноимённого романа писателя Жюля Верна, режиссёр Род Харди, сценарист Брайан Нельсон.

## Сюжет
Молодой учёный, инструктор Парижского музея Пьер Аронакс делает доклад перед американской академией морских наук о повторяющихся случаях столкновений судов с неопознанным объектом. Собравшиеся поднимают на смех предположение Аронакса о существовании гигантского нарвала и расходятся. Один из воротил компании «Стюарт Лайн», потерявший корабль, заинтересовывается докладом Аронакса и побуждает компанию и правительство США организовать экспедицию на борту военного корабля «Авраам Линкольн». На пути в Бостон Аронакс нанимает негра Кейба Аттукса. В ходе плавания негр вступает в драку с гарпунёром Недом Лендом, оба оказываются за бортом. Появляется таинственный нарвал, командир судна приказывает начать обстрел и с удивлением заявляет что нарвал «покрыт 15-дюймовой бронёй». На корабле происходит взрыв, Аронакс тоже оказывается за бортом. Капитан таинственного корабля подбирает троих героев и заявляет, что они его пленники.

## В ролях
| Актёр                     | Роль                      |
| ------------------------- | ------------------------- |
| Майкл Кейн                | капитан Немо              |
| Патрик Демпси             | Пьер Аронакс              |
| Миа Сара                  | Мара (дочь капитана Немо) |
| Брайан Браун              | Нед Ленд                  |
| Адевале Акиннуойе-Агбадже | Кейб Аттукс               |
| Джон Бах                  | Пьер Аронакс (отец Пьера) |
| Николас Хаммонд           | Саксон                    |
| Питер Маккоули            | адмирал Маккатчен         |

## Критика
На сайте кинообзоров DVD Verdict сериал был отмечен, как «незавершённый», но отметил игру Майкла Кейна. Дэвид Корнелиус на сайте DVD Talk отметил экранизацию как «ужасно скучную», раскритиковав работу режиссёра Харди и сценариста Нельсона.